# Arquidiocese de Génova
A Arquidiocese de Génova (em latim: Archidiœcesis Ianuensis) é uma circunscrição eclesiástica da Igreja Católica na Itália, pertencente à Província Eclesiástica de Génova e à Conferenza Episcopale Italiana.
Em 2016 contava 672 mil de batizados numa população de 800 mil habitantes.

## História
A fé cristã teve origem, no território de Génova, ao tempo do Papa Lino (67-76).
Tem provas da presença dos santos Nazário e Celso como pregadores neste território.
A diocese foi erguida no século III e seus primeiros bispos foram São Valentim, São Félix, São Ciro de Gênova.
Virou arquidiocese em 20 de março 1133.
Em 1986, à arquidiocese foi unida a diocese de Bobbio, mas já em 1989, esta última foi definitivamente unida à Diocese de Piacenza.

## Território
A Sé está na cidade de Génova, onde se acha a catedral de São Lourenço. O território é dividido em 278 paróquias (251 na província de Génova e 27 na província de Alessandria) e em 25 vicariados:
- Albaro
- Bogliasco - Pieve - Sori
- Bolzaneto
- Campomorone
- Carignano - Foce
- Castelletto
- Centro Est
- Centro Ovest
- Cornigliano
- Gavi
- Marassi - Staglieno
- Medio - Alto Bisagno
- Oregina
- Pegli
- Pontedecimo - Mignanego
- Prà (bairro de Génova) - Voltri - Arenzano
- Quarto - Quinto - Nervi
- Recco - Uscio - Camogli
- Rivarolo
- San Fruttuoso (bairro de Génova)
- San Martino - Valle Sturla
- San Teodoro
- Sampierdarena (bairro de Génova)
- Sant'Olcese - Serra Riccò
- Sestri Ponente
- Valle Scrivia

Da Província fazem parte as Dioceses sufragâneas:
- Diocese de Albenga-Imperia
- Diocese de Chiavari
- Diocese de La Spezia-Sarzana-Brugnato
- Diocese de Savona-Noli
- Diocese de Tortona
- Diocese de Ventimiglia-Sanremo

### Missões
Em 1991 a arquidiocese começou uma experiência missionária na República Dominicana, em Guaricano, com dois padres missionários fidei donum e com as Freiras de Nossa Senhora do Refúgio em Monte Calvário.
A partir de 1995 um padre da arquidiocese, e um da Diocese de Chiavari estão em Cuba, trabalhando na Diocese de Santa Clara.

## Cronologia da administração local
Arcebispos do século XX:
|                | Nome                                           | Período    | Notas                                       |
| Arcebispos     | Arcebispos                                     | Arcebispos | Arcebispos                                  |
| -------------- | ---------------------------------------------- | ---------- | ------------------------------------------- |
|                | Marco Tasca, O.F.M.Conv.                       | 2020 -     | atual                                       |
|                | Angelo Cardeal Bagnasco                        | 2006- 2020 | Arcebispo emérito                           |
|                | Tarcisio Pietro Evasio Cardeal Bertone, S.D.B. | 2002-2006  | Nomeado Cardeal Secretário de Estado        |
|                | Dionigi Cardeal Tettamanzi †                   | 1995-2002  | Nomeado Arcebispo de Milão                  |
|                | Giovanni Cardeal Canestri †                    | 1987-1995  |                                             |
|                | Giuseppe Cardeal Siri †                        | 1946-1987  |                                             |
|                | Pietro Cardeal Boetto S.J. †                   | 1938-1946  |                                             |
|                | Carlo Dalmazio Cardeal Minoretti †             | 1925-1938  |                                             |
|                | Francesco Sidoli †                             | 1924       |                                             |
|                | Giosuè Signori †                               | 1921-1923  |                                             |
|                | Tommaso Pio Cardeal Boggiani O.P. †            | 1919-1921  |                                             |
|                | Ludovique Gavotti †                            | 1915-1918  |                                             |
|                | André Caron †                                  | 1912-1915  |                                             |
|                | Edoardo Pulciano                               | 1901-1911  |                                             |
|                | Beato Tomás Reggio                             | 1892-1901  |                                             |
| Bispo-auxiliar |                                                |            |                                             |
|                | Nicolò Anselmi                                 | 2015-2022  | Nomeado Bispo de Rimini                     |
|                | Luigi Ernesto Palletti                         | 2004-2012  | Nomeado Bispo de La Spezia-Sarzana-Brugnato |
|                | Alberto Tanasini                               | 1996-2004  | Nomeado Bispo de Chiavari                   |
|                | Martino Canessa                                | 1989-1996  | Nomeado Bispo de Tortona                    |
|                | Giacomo Barabino                               | 1986-1988  | Nomeado Bispo de Ventimiglia-San Remo       |
|                | Secondo Chiocca                                | 1955-1981  |                                             |